# Taça da Liga de 2016–17
A Taça da Liga de 2016–17 (conhecida por Taça CTT de 2016–17 por motivos de patrocínio) foi a 10ª edição da Taça da Liga.
Participaram nesta edição da Taça da Liga 35 clubes (18 da Primeira Liga e 17 da Segunda Liga - todas com excepção das 5 equipas B).
O Benfica, detentor do troféu como vencedor das três edições anteriores, perdeu com o Moreirense nas meias-finais. Este resultado foi a primeira derrota do Benfica na Taça da Liga desde 31 de Outubro de 2007 (na 1ª edição da prova) e terminou com o respectivo recorde de 42 jogos sem perder nesta competição ao longo de 9 anos.
A Final foi disputada a 29 de Janeiro de 2017 no Estádio do Algarve. O Moreirense, participando na sua primeira final nacional, venceu o SC Braga por 1–0, conquistando a sua 1ª Taça da Liga, a qual constitui o primeiro troféu oficial do seu palmarés.

## Formato
Nesta edição o formato da Taça da Liga foi alterado para o seguinte:
- 1ª Eliminatória: os clubes da II Liga (com excepção das equipas B) disputam uma eliminatória a uma só mão, com sorteio puro.
- 2ª Eliminatória: aos vencedores da 1ª Eliminatória juntam-se os clubes da I Liga (com excepção dos 4 primeiros classficados da I Liga na época anterior) para disputarem uma eliminatória a uma só mão, com sorteio puro.
- Fase de Grupos: aos vencedores da 2ª Eliminatória juntam-se os 4 primeiros classficados da I Liga na época anterior para formarem 4 grupos de 4 equipas cada, no formato todos contra todos a uma volta, com sorteio em que os 4 clubes anteriormente isentos serão cabeças-de-série, ficando alocados um em cada grupo. Apenas os vencedores de cada grupo se apuram para as Meias-Finais.
- Meias-Finais: disputam-se a uma só mão em campo neutro.
- Final: disputa-se em campo neutro.

| Fase            | Sorteio               | Jogos | Clubes | Apurados                                        | Novas Entradas                                                              |
| --------------- | --------------------- | --- | ------ | ----------------------------------------------- | --------------------------------------------------------------------------- |
| 1ª Eliminatória | 15 de Julho de 2016   | 30-31 de Julho de 2016 | 17     | —                                               | 17 Clubes da Segunda Liga                                                   |
| 2ª Eliminatória | 15 de Julho de 2016   | 8-9 e 25-27 de Outubro de 2016 | 23     | 8 Vencedores da 1ª Eliminatória 1 clube isento  | 14 Clubes da Primeira Liga (5º ao 16º lugar na época anterior e promovidos) |
| Fase de Grupos  | 9 de Novembro de 2016 | 1ªJ. 30 de Novembro de 2016-1 de Dezembro de 2016/29-30 de Dezembro de 2016 2ªJ. 29-30 de Dezembro de 2016/3-5 de Janeiro de 2017 3ªJ. 3-5 de Janeiro de 2017/11-12 de Janeiro de 2017 | 16     | 11 Vencedores da 2ª Eliminatória 1 clube isento | 4 Clubes da Primeira Liga (1º ao 4º lugar na época anterior)                |
| Meias-Finais    | —                     | 25-26 de Janeiro de 2017 | 4      | 4 Vencedores de cada Grupo                      | —                                                                           |
| Final           | —                     | 29 de Janeiro de 2017 | 2      | Vencedores das Meias-Finais                     | —                                                                           |

## 1ª Eliminatória
O sorteio da 1ª Eliminatória decorreu a 15 de Julho de 2016. Os jogos serão disputados a 30 e 31 de Julho de 2016.
| Casa                 | Resultado        | Fora                  |
| -------------------- | ---------------- | --------------------- |
| Fafe (II)            | 0 – 1            | Vizela (II)           |
| Famalicão (II)       | 0 – 3            | Penafiel (II)         |
| Olhanense (II)       | 1 – 2            | Varzim (II)           |
| Aves (II)            | 1 – 1 (4 – 5 gp) | Covilhã (II)          |
| Freamunde (II)       | 0 – 1            | União da Madeira (II) |
| Gil Vicente (II)     | 0 – 0 (5 – 4 gp) | Académica (II)        |
| Cova da Piedade (II) | 1– 1 (4 – 3 gp)  | Leixões (II)          |
| Portimonense (II)    | 0 – 1            | Santa Clara (II)      |

| Isento         |
| -------------- |
| Académico (II) |

## 2ª Eliminatória
O sorteio da 2ª Eliminatória decorreu a 15 de Julho de 2016. Os jogos foram disputados a 8, 9, 25, 26 e 27 de Outubro de 2016.
| Casa                   | Resultado        | Fora                  |
| ---------------------- | ---------------- | --------------------- |
| Arouca (I)             | 2 – 1            | Cova da Piedade (II)  |
| Moreirense (I)         | 1 – 0            | Estoril (I)           |
| Paços de Ferreira (I)  | 4 – 0            | Nacional (I)          |
| Feirense (I)           | 3 – 0            | Tondela (I)           |
| Boavista (I)           | 0 – 1            | Belenenses (I)        |
| Rio Ave (I)            | 1 – 1 (3 – 1 gp) | Chaves (I)            |
| Marítimo (I)           | 3 – 1            | União da Madeira (II) |
| Varzim (II)            | 2 – 0            | Académico (II)        |
| Vizela (II)            | 1 – 0            | Gil Vicente (II)      |
| Vitória de Setúbal (I) | 2 – 0            | Santa Clara (II)      |
| Penafiel (II)          | 1 – 1 (2 – 4 gp) | Covilhã (II)          |

| Isento                   |
| ------------------------ |
| Vitória de Guimarães (I) |

## Fase de Grupos
O sorteio da Fase de Grupos decorreu a 9 de Novembro de 2016. Esta Fase é constituída por 4 grupos de 4 equipas cada. Apenas se apuram para a Final Four os vencedores de cada Grupo.
A Fase de Grupos foi disputada:
- 1ªJornada: 29 de Novembro de 2016-1 de Dezembro de 2016. (29-30 de Dezembro para grupos C e D)
- 2ªJornada: 29-30 de Dezembro de 2016. (2-3 de Janeiro para grupos C e D)
- 3ªJornada: 3-4 de Janeiro de 2017. (10-11 de Janeiro para grupos C e D)

| Fase de Grupos (equipas apuradas) | Fase de Grupos (equipas apuradas) | Fase de Grupos (equipas apuradas) | Fase de Grupos (equipas apuradas) | Fase de Grupos (equipas apuradas) | Fase de Grupos (equipas apuradas) | Fase de Grupos (equipas apuradas) | Fase de Grupos (equipas apuradas) |
| --------------------------------- | --------------------------------- | --------------------------------- | --------------------------------- | --------------------------------- | --------------------------------- | --------------------------------- | --------------------------------- |
| Benfica (I)                       | Sporting (I)                      | FC Porto (I)                      | SC Braga (I)                      | Vitória de Guimarães (I)          | Belenenses (I)                    | Feirense (I)                      | Paços de Ferreira (I)             |
| Arouca (I)                        | Moreirense (I)                    | Vitória de Setúbal (I)            | Marítimo (I)                      | Rio Ave (I)                       | Vizela (II)                       | Varzim (II)                       | Covilhã (II)                      |

### Grupo A
| Time               | J | V | E | D | GP | GC | SG | Pts |
| ------------------ | - | - | - | - | -- | -- | -- | --- |
| Vitória de Setúbal | 3 | 2 | 0 | 1 | 3  | 2  | +1 | 6   |
| Sporting           | 3 | 2 | 0 | 1 | 3  | 2  | +1 | 6   |
| Arouca             | 3 | 1 | 0 | 2 | 3  | 2  | +1 | 3   |
| Varzim             | 3 | 1 | 0 | 2 | 1  | 4  | −3 | 3   |

| 30 Novembro 2016 | Sporting      | 1 – 0  | Arouca | Lisboa                                                              |  |
| 18:15            | Alan Ruiz 44' | Report |        | Estádio: Estádio José Alvalade Público: 10 698 Árbitro: Hugo Miguel |  |

| 29 Novembro 2016 | Varzim                | 1 – 0  | Vitória de Setúbal | Póvoa de Varzim                                                           |  |
| 19:15            | Jeferson Santos 90+3' | Report |                    | Estádio: Estádio do Varzim Sport Club Público: 682 Árbitro: Luís Ferreira |  |

| 30 Dezembro 2016 | Sporting           | 1 – 0  | Varzim | Lisboa                                                               |  |
| 21:15            | Gelson Martins 19' | Report |        | Estádio: Estádio José Alvalade Público: 24 752 Árbitro: Bruno Paixão |  |

| 29 Dezembro 2016 | Vitória de Setúbal | 1 – 0  | Arouca | Setúbal                                                          |  |
| 16:00            | Vasco Costa 23'    | Report |        | Estádio: Estádio do Bonfim Público: 1 641 Árbitro: Luís Ferreira |  |

| 4 Janeiro 2017 | Vitória de Setúbal                           | 2 – 1  | Sporting  | Setúbal                                                         |  |
| 20:15          | Frederico Venâncio 19' · Edinho 90+3' (pen.) | Report | Elias 79' | Estádio: Estádio do Bonfim Público: 4 231 Árbitro: Rui Oliveira |  |

| 4 Janeiro 2017 | Arouca                                                | 3 – 0  | Varzim | Arouca                                                                  |  |
| 20:15          | Marlon de Jesus 4' · Kuca 79' · Rafael Crivellaro 90' | Report |        | Estádio: Estádio Municipal de Arouca Público: 410 Árbitro: Nuno Almeida |  |

### Grupo B
| Time       | J | V | E | D | GP | GC | SG | Pts |
| ---------- | - | - | - | - | -- | -- | -- | --- |
| Moreirense | 3 | 2 | 1 | 0 | 6  | 4  | +2 | 7   |
| Belenenses | 3 | 0 | 3 | 0 | 5  | 5  | 0  | 3   |
| Feirense   | 3 | 0 | 2 | 1 | 4  | 5  | −1 | 2   |
| FC Porto   | 3 | 0 | 2 | 1 | 1  | 2  | −1 | 2   |

| 29 Novembro 2016 | FC Porto | 0 – 0  | Belenenses | Porto                                                            |  |
| 21:15            |          | Report |            | Estádio: Estádio do Dragão Público: 14 228 Árbitro: Nuno Almeida |  |

| 1 Dezembro 2016 | Feirense          | 1 – 2  | Moreirense                    | Santa Maria da Feira                                                         |  |
| 18:00           | Higor Platiny 49' | Report | Enca Fati 23' · Boateng 45+2' | Estádio: Estádio Marcolino de Castro Público: 1 175 Árbitro: Fábio Veríssimo |  |

| 29 Dezembro 2016 | FC Porto    | 1 – 1  | Feirense         | Porto                                                             |  |
| 19:15            | Marcano 49' | Report | Flávio Ramos 73' | Estádio: Estádio do Dragão Público: 41 305 Árbitro: João Pinheiro |  |

| 29 Dezembro 2016 | Moreirense                        | 3 – 3  | Belenenses                                             | Moreira de Cónegos                                                                 |  |
| 17:15            | Roberto 38' 84' · Caue 75' (pen.) | Report | Roberto 65' (g.c.) · André Sousa 70' · Miguel Rosa 74' | Estádio: Comendador Joaquim de Almeida Freitas Público: 587 Árbitro: Carlos Xistra |  |

| 3 Janeiro 2017 | Moreirense             | 1 – 0  | FC Porto | Moreira de Cónegos                                                                  |  |
| 21:15          | Francisco Geraldes 54' | Report |          | Estádio: Comendador Joaquim de Almeida Freitas Público: 2 534 Árbitro: Luís Godinho |  |

| 3 Janeiro 2017 | Belenenses                         | 2 – 2  | Feirense                                 | Lisboa                                                        |  |
| 21:15          | Tiago Caeiro 64' · Miguel Rosa 86' | Report | Fabinho 12' · Anastasios Karamanos 90+5' | Estádio: Estádio do Restelo Público: 1 132 Árbitro: Rui Costa |  |

### Grupo C
| Time     | J | V | E | D | GP | GC | SG | Pts |
| -------- | - | - | - | - | -- | -- | -- | --- |
| SC Braga | 3 | 2 | 0 | 1 | 6  | 2  | +4 | 6   |
| Rio Ave  | 3 | 2 | 0 | 1 | 4  | 2  | +2 | 6   |
| Marítimo | 3 | 1 | 1 | 1 | 2  | 2  | 0  | 4   |
| Covilhã  | 3 | 0 | 1 | 2 | 1  | 7  | −6 | 1   |

| 29 Dezembro 2016 | SC Braga      | 1 – 2  | Rio Ave                                  | Braga                                                             |  |
| 19:30            | Rui Fonte 10' | Report | Roderick Miranda 19' (pen.) · Heldon 43' | Estádio: Municipal de Braga Público: 6 967 Árbitro: Bruno Esteves |  |

| 29 Dezembro 2016 | Covilhã        | 1 – 1  | Marítimo           | Covilhã                                                                              |  |
| 14:30            | Mike Moura 19' | Report | Donald Djousse 44' | Estádio: Estádio Municipal José dos Santos Pinto Público: 668 Árbitro: Tiago Antunes |  |

| 2 Janeiro 2017 | SC Braga                                                  | 4 – 0  | Covilhã | Braga                                                           |  |
| 20:15          | Ricardo Horta 26' 80' · Rui Fonte 54' · Rodrigo Pinho 65' | Report |         | Estádio: Municipal de Braga Público: 3 464 Árbitro: Jorge Sousa |  |

| 3 Janeiro 2017 | Marítimo        | 1 – 0  | Rio Ave | Funchal                                                            |  |
| 18:30          | Dyego Sousa 89' | Report |         | Estádio: Estádio dos Barreiros Público: 5 834 Árbitro: João Capela |  |

| 11 Janeiro 2017 | Marítimo | 0 – 1  | SC Braga                 | Funchal                                                             |  |
| 20:15           |          | Report | Emiliano Velazquez 90+4' | Estádio: Estádio dos Barreiros Público: 9 812 Árbitro: Bruno Paixão |  |

| 11 Janeiro 2017 | Rio Ave         | 2 – 0  | Covilhã | Vila do Conde                                                  |  |
| 20:15           | Gil Dias 5' 65' | Report |         | Estádio: Estádio dos Arcos Público: 1 251 Árbitro: Manuel Mota |  |

### Grupo D
| Time                 | J | V | E | D | GP | GC | SG | Pts |
| -------------------- | - | - | - | - | -- | -- | -- | --- |
| Benfica              | 3 | 3 | 0 | 0 | 7  | 0  | +7 | 9   |
| Vitória de Guimarães | 3 | 1 | 1 | 1 | 4  | 5  | −1 | 4   |
| Paços de Ferreira    | 3 | 0 | 2 | 1 | 4  | 5  | −1 | 2   |
| Vizela               | 3 | 0 | 1 | 2 | 3  | 8  | −5 | 1   |

| 29 Dezembro 2016 | Benfica   | 1 – 0  | Paços de Ferreira | Lisboa                                                           |  |
| 21:15            | Cervi 39' | Report |                   | Estádio: Estádio da Luz Público: 32 945 Árbitro: Fábio Veríssimo |  |

| 30 Dezembro 2016 | Vizela     | 1 – 2  | Vitória de Guimarães              | Vizela                                                                                |  |
| 19:15            | Elizio 26' | Report | Hernani 31' · Paolo Hurtado 90+2' | Estádio: Estádio do Futebol Clube de Vizela Público: 3 878 Árbitro: Artur Soares Dias |  |

| 3 Janeiro 2017 | Benfica                                            | 4 – 0  | Vizela | Lisboa                                                           |  |
| 19:15          | Mitorglou 27' · Lisandro López 48' · Jonas 57' 60' | Report |        | Estádio: Estádio da Luz Público: 18 472 Árbitro: Manuel Oliveira |  |

| 3 Janeiro 2017 | Vitória de Guimarães                           | 2 – 2  | Paços de Ferreira              | Guimarães                                                                  |  |
| 17:15          | Cesar David Teixeira 59' · Bongani Zungu 90+2' | Report | Gleison 17' · Mateus Silva 48' | Estádio: Estádio D. Afonso Henriques Público: 3 962 Árbitro: Tiago Martins |  |

| 10 Janeiro 2017 | Vitória de Guimarães | 0 – 2  | Benfica                | Guimarães                                                                   |  |
| 21:15           |                      | Report | Gonçalo Guedes 34' 40' | Estádio: Estádio D. Afonso Henriques Público: 15 151 Árbitro: Carlos Xistra |  |

| 10 Janeiro 2017 | Paços de Ferreira | 2 – 2  | Vizela                        | Paços de Ferreira                                                     |  |
| 19:15           | Welthon 82' 86'   | Report | Tiago Ronaldo 20' · Okoli 77' | Estádio: Estádio Capital do Móvel Público: 286 Árbitro: Tiago Antunes |  |

## Fase Final
As meias-finais foram disputadas a 25 e 26 de Janeiro, enquanto que a final foi disputada no dia 29 de Janeiro de 2017. As meias-finais e a final foram realizadas no Estádio do Algarve. 
|  | Meias-Finais       | Meias-Finais       | Meias-Finais |            |          | Final    | Final | Final |  |
|  |                    |                    |              |            |          |          |       |       |  |
|  | Vitória de Setúbal | Vitória de Setúbal | 0            |            |          |          |       |       |  |
|  | Vitória de Setúbal | Vitória de Setúbal | 0            |            |          |          |       |       |  |
|  | SC Braga           | SC Braga           | 3            |            |          |          |       |       |  |
|  | SC Braga           | SC Braga           | 3            |            | SC Braga | SC Braga | 0     |       |  |
|  |                    |                    |              |            | SC Braga | SC Braga | 0     |       |  |
|  |                    |                    | Moreirense   | Moreirense | 1        |          |       |       |  |
|  | Moreirense         | Moreirense         | Moreirense   | Moreirense | 1        | 3        |       |       |  |
|  | Moreirense         | Moreirense         |              |            |          |          |       |       |  |
|  | Benfica            | Benfica            | 1            |            |          |          |       |       |  |

## Meias-Finais
As Meias-Finais foram disputadas a 25 e a 26 de Janeiro de 2017.
| 25 Janeiro 2017 | Vitória de Setúbal | 0 – 3  | SC Braga                                                             | Faro                                                              |  |
| 20:45           |                    | Report | Pedro Santos 13' (pen.) · Nikola Stojilkovic 66' · Rodrigo Pinho 87' | Estádio: Estádio do Algarve Público: 4 127 Árbitro: Carlos Xistra |  |

| 26 Janeiro 2017 | Moreirense                          | 3 – 1  | Benfica           | Faro                                                              |  |
| 20:45           | Ousmane Drame 46' · Boateng 54' 71' | Report | Eduardo Salvio 6' | Estádio: Estádio do Algarve Público: 8 935 Árbitro: Tiago Martins |  |

## Final
A Final foi disputada a 29 de Janeiro de 2017.
| 29 Janeiro 2017 | SC Braga | 0 – 1  | Moreirense        | Faro                                                                  |  |
| 20:45           |          | Report | Cauê 45+2' (pen.) | Estádio: Estádio do Algarve Público: 6 713 Árbitro: Artur Soares Dias |  |

## Campeão
| Taça da Liga de 2016–17 |
| ----------------------- |
| Moreirense 1º Título    |